# Burg Neu-Wildon
Die Burgruine Neu-Wildon, auch als Ober-Wildon bezeichnet, ist die Ruine einer Höhenburg auf dem Wildoner Schlossberg im Süden der österreichischen Gemeinde Wildon in der Südsteiermark. Die Geschichte der Burg reicht bis zum Beginn des 13. Jahrhunderts zurück, als sie von den Herren von Wildon errichtet wurde. Sie war Teil der vier Wehranlagen umfassenden Befestigung des strategisch günstig an der Mur und der alten Reichsstraße gelegenen Wildoner Schlossberges.

## Standort
Die Burg befindet sich im südlichen Teil der Marktgemeinde Wildon, im nördlichen Teil der Katastralgemeinde Unterhaus. Sie liegt rund 300 Meter südöstlich des Hauptortes Wildon auf einem bewaldeten, nach Norden und Süden steil abfallenden Plateau. Im Westen wird die Burgstelle durch einen künstlich angelegten Spitzgraben vom Rest des rund 300 Meter langen und etwa 80 Meter breiten Gipfelplateaus des Wildoner Schlossberges getrennt. Dieser Graben ist teilweise als Hohlweg erhalten geblieben. Auch im Osten verläuft vor dem Abfall des Plateus ein künstlicher Graben. Etwa 150 Meter westlich von Neu-Wildon befindet sich die Ruine der Burg Alt-Wildon. Etwas nordwestlich liegt ein flaches, von Mauerresten eingesäumtes Areal von längsrechteckigem Grundriss, dessen ursprüngliche Funktion unbekannt ist, das in der Forschung aber teilweise als Turnierplatz angesprochen wird.
Der Burgzugang erfolgt von Westen über eine Toranlage. Die heutige Zufahrt ist ein Waldweg, der im Südwesten den Schlossberg hochführt und dann dem ursprünglichen Spitzgraben der Burg Alt-Wildon folgt, ehe er nach Osten abbiegt. Auf demselben Weg gelangt man auch zur Ruine der Burg Alt-Wildon. Dieser Weg wurde früher auf etwa halber Höhe des Schlossberges von den beiden in Resten erhaltenen Burgen Ful und Hengst gedeckt. Der Weg selbst endet bei dem als Turnierplatz bezeichneten Areal.

## Geschichte

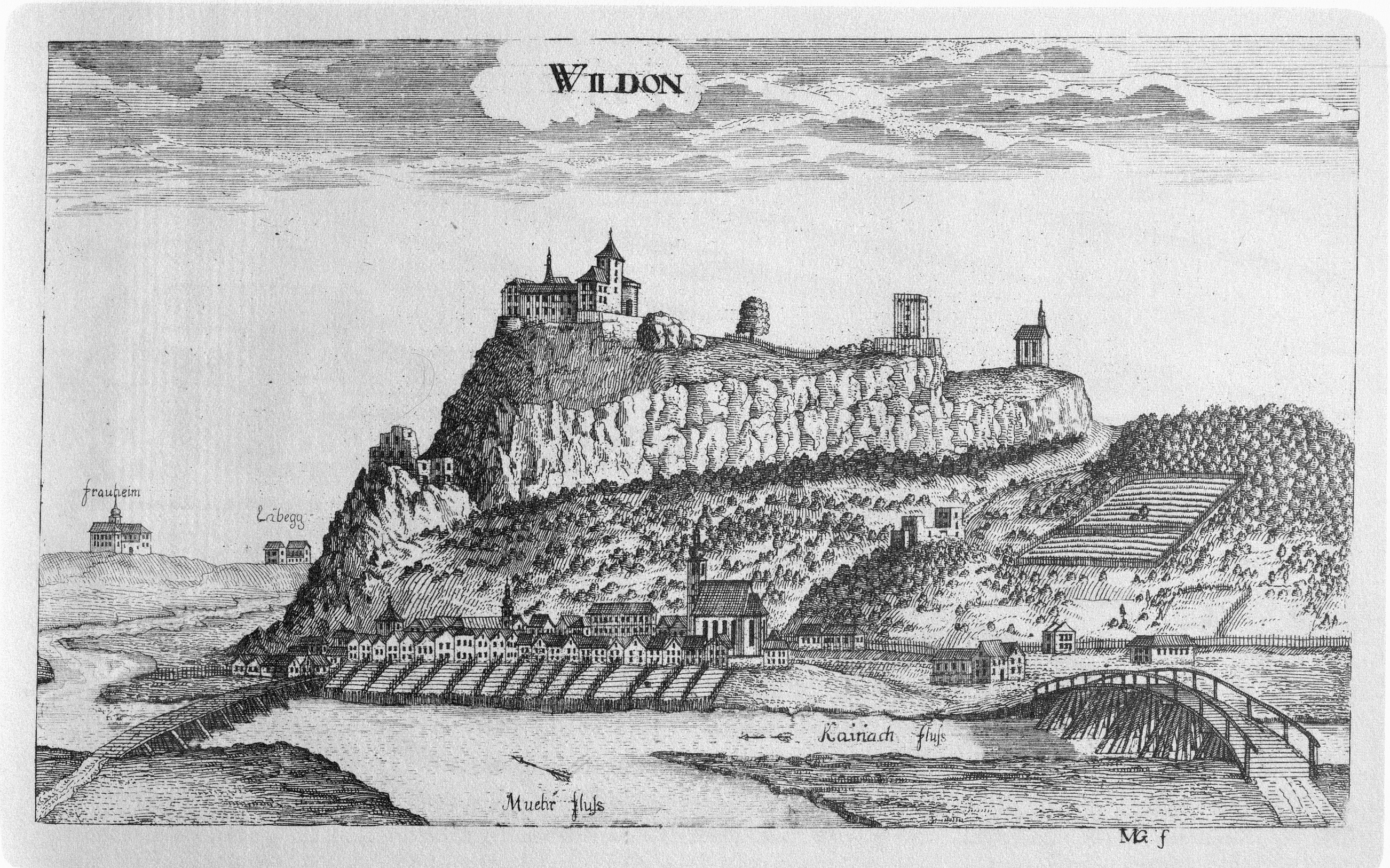
Kupferstich von Wildon aus Vischers Topographia Ducatus Styriae, 1681. Das schlossartige Gebäude auf der linken Seite des Schlossberges ist Neu-Wildon.

Die Siedlungsspuren auf dem Wildoner Schlossberg reichen bis 4600 vor Christus, also in das Mittelneolithikum und die Urnenfelderzeit zurück. Im Mittelalter lag Wildon an der Reichsstraße, und beim Ort befand sich einer der wenigen Übergänge über die Mur. Vermutlich stand auch die nicht genau lokalisierbare und 1053 erstmals urkundlich erwähnte Hengistburg auf dem Schlossberg. Zumindest lässt sich durch Keramikfunde eine karolinigisch-ottonische Wehranlage ab dem 9. oder dem späten 10. Jahrhundert nachweisen. Der Archäologe Diether Kramer sah in den Funden vom Wildoner Schlossberg Hinweise, um die Hengistburg dort zu lokalisieren.
Die Burg Neu-Wildon wurde zu Beginn des 13. Jahrhunderts von den Herren von Wildon auf erzbischöflich-salzburgischem Grund errichtet. Sie entstand damit etwa hundert Jahre nach der vermutlich um 1170 erbauten Burg Alt-Wildon. Der Historiker Hans Pirchegger nahm an, dass sie am alten Standort der Hengistburg errichtet wurde. Ein novum castrum, also eine neue Burg am Schlossberg, wird erstmals 1260 erwähnt. Die auch als new haus zu Wildony bezeichnete Burg wurde in der zweiten Hälfte des 13. Jahrhunderts von Ulrich von Wildon an Otto von Liechtenstein, Sohn des Minnesängers Ulrich von Liechtenstein abgegeben. Der Liechtensteiner hatte Agnes, die Tochter von Ulrichs bereits 1249 verstorbenen Bruder Leutold von Wildon, geheiratet, und die Burg war vermutlich eine Mitgift. Der Wildoner saß selbst vermutlich auf Alt-Wildon. Otto von Liechtenstein und Ulrichs von Wildons Sohn Herrand II. waren nach dem Aussterben der Babenberger Anhänger des rechtlichen Erben Friedrich von Baden-Österreich und sahen den böhmischen König Ottokar II. Přemysl, der ab 1261 auch Herzog der Steiermark war, nicht als ihren rechtmäßigen Herrscher an. Aus diesem Grund brachte Ottokar um 1262 die Burg Neu-Wildon in seinen Besitz, wobei unklar ist, ob ihm dies durch Gewalt oder einen rechtlichen Anspruch gelang. Spätestens 1265 scheint die Burg aber bereits als landesfürstlicher Besitz in einem Urbar auf.
Die Wildoner wurden dadurch Feinde des böhmischen Königs. So unterstützte Hartnid III. beim Augsburger Reichstag die Königswahl Rudolfs I. Nach dem Tod König Ottokars II. 1278 bei der Schlacht bei Dürnkrut nahmen die Wildoner die Burg ein und Herrand II. von Wildon erhielt das Neuhaus, welches er von seinem Burggrafen Ulrich verwalten ließ. Herrand II. geriet aber in Streit mit seinem Bruder Hartnid III. und musste schließlich Neu-Wildon an diesen abtreten. Die Burg kam anschließend anscheinend wieder in den Besitz der Salzburger Erzbischöfe, da sie Herzog Albrecht I. nach 1282 als Lehen von diesen erhielt. Albrecht übergab sie zur Sicherung und Verwaltung an Leopold I., den Bischof von Seckau. Im Dezember 1291 versuchte Hartnid III. von Wildon, den vom Seckauer Bischof eingesetzten Burggrafen zur Übergabe der Burg zu überreden. Als dieser ablehnte, stürmten Hartnids Truppen die Burg und nahmen den Burggraf gefangen. Hartnid selbst war unzufrieden mit der Herrschaft von Albrecht I. und verbündete sich am 1. Jänner 1292 mit Konrad IV. von Fohnsdorf, dem Salzburger Erzbischof, im Landsberger Bund gegen den Herzog. Im Gegenzug erhielt Hartnid noch 1292 Neu-Wildon als Lehen vom Erzbischof verliehen. Neu-Wildon wurde daraufhin immer wieder von Anhängern Albrechts I. angegriffen, aber erst als der Truchsess von Emmerberg die Burg 1293 mit einer hölzernen Mauer einkreiste, gab sie Hartnid auf und bat den Herzog um Frieden. Als Bedingung für den Frieden musste Hartnid eine Ablöse zahlen sowie die Burgen Eibiswald und Waldstein den Landesherren übergeben.
Der Salzburger Erzbischof versuchte in den folgenden Jahren mehrmals vergeblich, Neu-Wildon vom Herzog zurückzubekommen. Nachdem Albrecht I. 1297 aber siegreich aus den Streitigkeiten mit seinen Widersachern hervorgegangen war und mit dem Erzbischof Frieden geschlossen hatte, blieb die Burg in seinem Besitz. Die Burg blieb schließlich auch bis 1625 in landesfürstlichem Besitz. Die Landesfürsten setzten vor allem kleine und eher unbedeutende Rittergeschlechter als Burggrafen ein. Auch saßen diese Burggrafen nie lange auf der Burg, vor allem um zu verhindern, dass diese zu große Macht anhäuften. So werden 1344 ein Dietrich von Graschach und 1359 ein Ulrich Reisacher als Burggrafen genannt. Als der ungarische König Ludwig I. gegen Ende des 14. Jahrhunderts die Steiermark angriff, wurde Neu-Wildon für kurze Zeit zum Schutz den Grafen von Cilli übergeben. Ihnen folgten aber bereits nach kurzer Zeit erneut vom Landesfürsten eingesetzte Burggrafen nach. Als weitere Burggrafen werden 1402 Andree der Puchser, 1406 Wolfhart der Chitzwell, 1411 Friedrich der Hollenecker, 1423 Conrad der Pesnitzer und 1433 Erhart Herberstorffer genannt. Um an Geld zu kommen, verpfändete Herzog Friedrich V., der spätere Kaiser Friedrich III., die Burg 1435 für sechs Jahre an Christof Wolfsauer, der sich im Gegenzug verpflichtete, die Anlage auszubauen. In den Streitigkeiten zwischen Friedrich und Albrecht II. schlug Wolfsauer sich auf die Seite Albrechts und verweigerte die Herausgabe der Pfandschaft an Friedrich. Erst 1440 gelang es einem steirischen Aufgebot, die Burg zu stürmen. Sie wurde 1441 an Leuthold von Stubenberg und dessen Sohn Friedrich, welche sich an der Eroberung beteiligt hatten, verliehen. Kaiser Friedrich III. löste die Stubenberger aber schon nach wenigen Jahren aus und übergab die Anlage 1445 an Friedrich den Herberstorffer.
Während der Baumkircherfehde wurde die Burg Neu-Wildon zu Beginn des Jahres 1469 von Andreas Baumkircher als Stützpunkt in der Mittelsteiermark eingenommen. Den kaiserlichen Truppen gelang aber noch im selben Jahr die Rückeroberung. Diese konnten die Burg aber nicht lange halten, so dass sie am 2. Februar 1470 wieder an Baumkircher fiel. Nach einem vereinbarten Waffenstillstand gelangte der Wehrbau wieder in den Besitz des Kaisers und der kaiserliche Rat und Hauptmann Graf Wilhelm von Diernstein wurde Verwalter. Während der Ungarnkriege, aber spätestens ab 1490, saß Lienhart Harracher auf Neu-Wildon. Auf Harracher folgte 1509 Christof Glojacher, 1521 Ulrich sein Bruder Maximilian Leysser. Die Brüder Leysser bekamen die Burg 1532 gegen ein Baugeld verpfändet und begannen mit einem Umbau der Anlage. Auf die Brüder folgte 1586 Georg Leysser mit dessen Brüdern, welche die Burg ebenfalls gegen ein Baugeld und die in Wildon eingehobene Maut verpfändet bekamen. Trotz der eingenommenen Baugelder und des erfolgten Umbaus wurde die Anlage 1591 als verfallen bezeichnet. Nach dem Tod Georgs 1595 brachte Hans Christof von Gera, der Vormund seiner Erben, die Pfandherrschaft an sich. Auf Hans Christof folgte 1598 Wilhelm von Gera im Besitz nach. Auf die Familie von Gera folgten in kurzen Abständen zahlreiche neue Besitzer der Pfandherrschaft, so 1600 Ulrich Christof von Scherffenberg, 1602 Alban von Mosheim, 1612 Wolf Globitzer. Zu jener Zeit findet auch der Name Ober-Wildon erstmals für die Burg Verwendung.
Kaiser Ferdinand II. löste Wolf Globitzer aus und verkaufte Ober-Wildon am 15. Februar 1624 an Hans Ulrich von Eggenberg, der die bisherige Burg zu einem Schloss ausbauen ließ. Die Eggenberger ließen das Schloss allerdings auch von Dienstmannen verwalten. Da der Ort Wildon zu Beginn des 18. Jahrhunderts stark verschuldet war, wurde das Schloss 1715 vom zuständigen Kurator Sigmund Rudolf Graf von Wagensperg zur Geldgewinnung an Johann Friedrich Freiherrn von Stampfer verkauft. Nach Johann Friedrichs Tod folgte zuerst seine Witew Maria Anna, geborene Freiin von Königsbrunn, und schließlich 1751 sein Sohn Leopold im Besitz nach. Bei der Besitzübergabe an Leopold war das Schloss aber bereits stark baufällig und die zugehörige Herrschaft war nach Leopolds Tod 1775 stark verschuldet. Das verfallene Schloss mitsamt der Herrschaft wechselte in der Folge erneut mehrmals den Besitzer. So gehörte sie 1780 einem Gewerken Mayerhofer, 1792 den Rechtsanwalt Josef Ritter von Griendl, 1803 Griendls Sohn Franz Xaver und 1866 Josef Edler von Neupauer. Die Herrschaft wurde schließlich 1880 aus der Landtafel gelöscht. Nach dem Zweiten Weltkrieg gingen der Wildoner Schlossberg und damit auch die Reste von Ober-Wildon in den Besitz des Landesbaudirektors Lui von Frizberg über, dessen Familie heute noch die Eigentümerin ist.
Im Areal der Burg gab es bisher (Stand: 2023) keine archäologischen Grabungen. Von H. Siegert wurden 2011 einzelne Streufunde aufgesammelt die in die Zeit vom 13./14. bis in das 16./17. Jahrhundert datiert werden können. Im Rahmen eines LEADER-Projektes wurde das Burgareal 2019 und 2020 vom Baumbewuchs befreit und digital vermessen.

## Beschreibung

### Burggelände

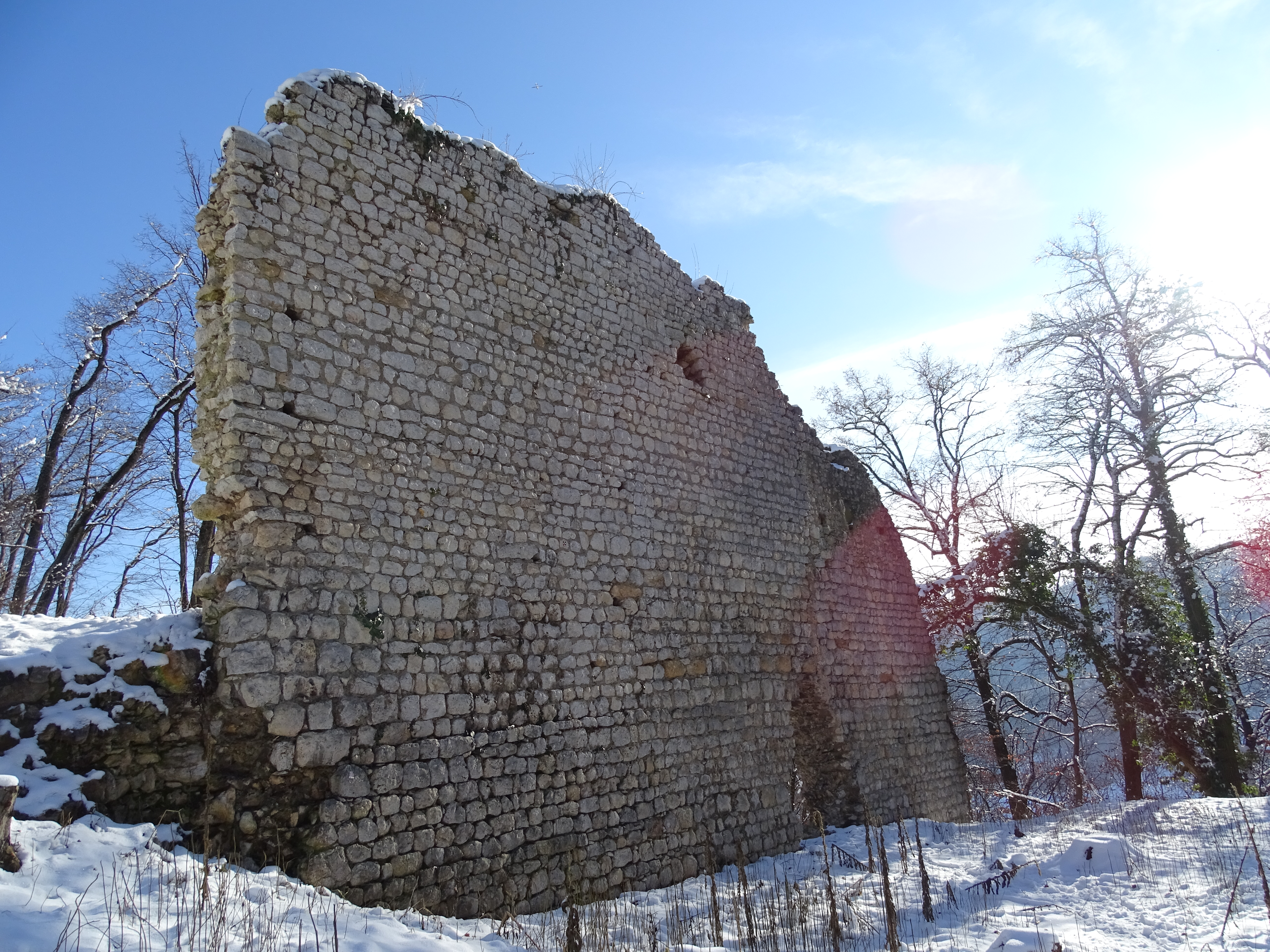
Südlich des alten Tores erhaltener Teil der alten Ringmauer im Westen der Anlage

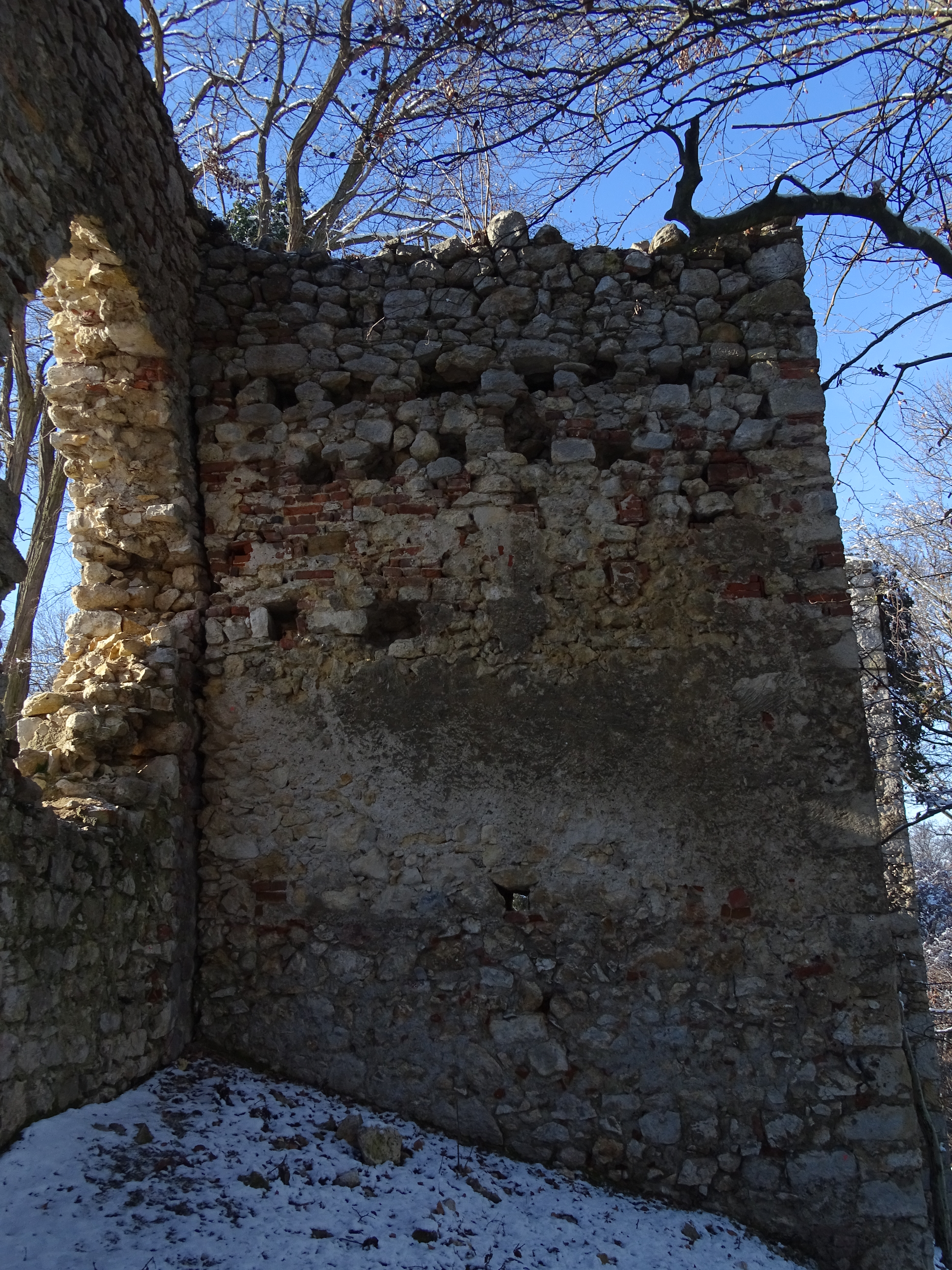
Blick von Osten auf das vermutlich im 16. Jahrhundert im Nordwesten an die Hauptburg angebaute Gebäude

Das Plateau, auf dem sich die Burgstelle befindet, wurde ursprünglich auf allen Seiten durch eine Ringmauer geschützt, von der sich vor allem im Westen, Osten und Südosten Teile erhalten haben. Der westliche Zugang wurde durch zwei Mauern geschützt. An den im Westen vorgelagerten Spitzgraben schließt eine Sperrmauer an, die aufgrund ihres Netzmauerwerks, eines Mauerwerks, bei dem die Leerräume zwischen den regellos vermauerten Bruchsteinen mit kleinen Steinen ausgefüllt wurden, wohl in das 16. Jahrhundert datiert werden kann. Diese Mauer endet an der Nordseite in einem kleinen Rondell. Durch einen halbrunden Torturm, der nach Westen aus dieser Mauer hervorspringt, gelangte man in das Innere der Anlage. Östlich an diese erste Sperrmauer schließt eine ebenfalls in Resten erhaltene ältere Ringmauer an. Durch die Ausführung dieser Mauer in einem mit 0,9 Meter Dicke relativ dünnen Quadermauerwerk lässt sich diese auf das frühe 13. Jahrhundert datieren und stammt damit vermutlich aus der Erbauungszeit der Anlage. Der Burgzugang erfolgte über ein nicht mehr erhaltenes Tor im westlichen Teil dieser Mauer. Teile dieser Mauer sind auch im Südosten und Osten der Burg erkennbar.
Am östlichen Teil der Ringmauer wurde im 16. oder 17. Jahrhundert eine Torhalle angebaut. Das spricht dafür, dass die Anlage zumindest in späterer Zeit auch von dieser Seite zugänglich war. Im Norden war der Burg, unmittelbar vor dem Geländeabbruch, ein Zwinger vorgestellt, zu den man durch ein Tor in der Nordmauer gelangte.

### Hauptburg
Die Hauptburg liegt zentral in der Anlage und gruppiert sich um einen kleinen Hof mit einer Zisterne oder einem Brunnen, an dem sich auch der Stumpf eines Rundpfeilers erhalten hat. Der Burgenforscher Otto Piper berichtete 1907 noch von einem Zisternenkranz, der jetzt nicht mehr vorhanden ist. Von der Hauptburg sind vor allem die nördliche und südliche Mauer erhalten geblieben. Teile dieser Mauern stammen aus der Bauzeit der Burg zu Beginn des 13. Jahrhunderts. Das in einigen Steinscharen erhaltene Quadermauerwerk der südlichen Mauer wurde vermutlich in der ersten Hälfte des 16. Jahrhunderts durch eine Mantelmauer verstärkt. Das Mauerwerk dieser Mantelmauer gleicht dem der westlichen Sperrmauer und dürfte zur selben Zeit wie diese errichtet worden sein. Die mehrmals umgestaltete Nordmauer besteht noch in ihrer ursprünglichen Höhe und hat vor allem im unteren Bereich ein Quadermauerwerk. An ihrer Außenseite hat sie einen kleinen, auf einer Konsole aufgesetzten Erker, der ursprünglich Rauchabzug war. An derselben Mauer befindet sich ein Stein, der als Ausguss der dahinterliegenden Küche diente. Im Nordwesten wurde an die ursprüngliche Außenmauer der Hauptburg nachträglich ein Gebäude angebaut. Dieser Anbau lässt sich aufgrund des unregelmäßigen Bruchsteinmauerwerkes mit Ziegeln auf das 16. Jahrhundert datieren. Dieses Gebäude hat viereckige Fensteröffnungen mit flachbogigen Fensternischen.
Im westlichen Teil des Burghofes stehen die Reste der freistehenden Burgkapelle. Sie wurde wahrscheinlich im 16. Jahrhundert auf dem Fundament eines älteren Kirchenbaus errichtet. Ursprünglich hatte sie ein Tonnengewölbe. An der Ruine sind noch die Reste der gotischen Strebepfeiler und das 1520 angebrachte Wappen des Ulrich von Leysser zu erkennen. Westlich der Kirchenruine liegt ein großer Schutthaufen, möglicherweise die Reste eines Turms, den Georg Matthäus Vischer 1681 in einem Kupferstich abbildete.